# قنات پایین قلعه ممکا
قنات پایین قلعه ممکا مربوط به دوره قاجار است و در شهرستان کیار، بخش مرکزی، روستای قلعه ممکا واقع شده و این اثر در تاریخ ۱۹ مرداد ۱۳۸۴ با شمارهٔ ثبت ۱۲۸۵۹ به‌عنوان یکی از آثار ملی ایران به ثبت رسیده است.